# Andy Townsend
Andrew David Townsend (Maidstone, 23 luglio 1963) è un ex calciatore irlandese, di ruolo centrocampista, commentatore televisivo.

## Biografia
Suo padre Don Townsend è stato a sua volta un calciatore professionista.
Il 27 aprile 2011, dopo che da Madrid aveva commentato la partita della Champions League Real Madrid-Barcellona, è stato aggredito fuori dallo stadio, venendo scambiato con l'arbitro della gara Wolfgang Stark, accusato di aver favorito i catalani.

## Carriera
È stato il capitano dell'Aston Villa dal 1995 al 1997.

## Palmarès

### Club

#### Competizioni nazionali
- Coppa di Lega inglese: 2

Aston Villa: 1993-1994, 1995-1996